# I, Robot (filme)
I, Robot (bra: Eu, Robô; prt: Eu, Robot) é um filme americano de 2004, dos gêneros ação, suspense e ficção científica, dirigido por Alex Proyas para a Twentieth Century Fox, com roteiro baseado em vários contos do livro homônimo de Isaac Asimov.

## Sinopse
A história se passa no ano de 2035, onde robôs existem para servir os humanos. O Detetive Del Spooner (Will Smith) é chamado para investigar a morte de seu velho amigo, o Dr. Alfred Lanning (James Cromwell), um funcionário da empresa US Robotics, comandada por Lawrence Robertson (Bruce Greenwood), que está prestes a colocar o modelo NS-5 no mercado.
Todos acreditam que tenha sido suicídio, mas Spooner acredita que Lanning tenha sido assassinado por um robô chamado Sonny (Alan Tuddyk), que foi encontrado no laboratório de Lanning, tentou fugir ao ser encontrado por Spooner e aparenta ser capaz de quebrar as Três Leis da Robótica desenvolvidas pelo próprio Lanning, que ditam que robôs não podem machucar humanos; devem obedecer humanos, caso isso não contradiga a Primeira Lei; e devem proteger a si mesmos, caso isso não contradiga a Primeira e a Segunda Leis.
Spooner é forçado a libertar Sonny por falta de evidências, e Robertson ordena que a robopsicóloga Dra. Susan Calvin (Bridget Moynahan) extermine Sonny, injetando nano-robôs em seu cérebro positrônico, para eliminar a possibilidade de que um robô capaz de violar as Leis da Robótica não coloque em risco as vendas do NS-5. Porém, Calvin é incapaz de exterminar Sonny, que recebeu de seu pai (Dr. Alfred Lanning) uma personalidade própria e a capacidade de sonhar.
Enquanto isso, Spooner, seguindo pistas deixadas por uma gravação holográfica de Lanning, é atacado por um Robô-Demolidor enquanto investiga a casa do cientista e, mais tarde, emboscado por um exército de NS-5 em uma auto-estrada. As evidências de todos esses ataques são destruídas ou encobertas, o que leva Spooner a ser considerado problemático e suspenso por seu chefe, o Tenente John Bergin (Chi McBride).
Spooner pede ajuda a Calvin para investigar o caso e conta-lhe que, há muitos anos, um caminhoneiro acidentalmente dormiu ao volante e colidiu com o carro de Spooner e o de uma família, tirando-os da estrada. Os dois veículos caíram num rio e submergiram, mas Spooner e a filha do casal sobreviveram. Um robô NS-4 viu o acidente e salvou Spooner, calculando que ele tinha mais chances de sobreviver do que a menina, que morreu afogada. A partir deste momento, Spooner culpa os robôs, acreditando que estes são frios e incapazes de entender as emoções humanas.
Calvin também descobre que Spooner perdeu um dos braços e metade do pulmão no acidente e que eles foram substituídos por membros cibernéticos criados por Lanning, o que dá a Spooner força ampliada. Ele acredita que Lanning estava sendo monitorado por Robertson, que havia descoberto que ele havia criado um robô com emoções. Os dois confrontam Robertson, que nega ter matado Lanning, e confrontam Sonny, que revela ter um sonho onde Spooner aparece liderando os robôs no Lago Michigan, agora seco e usado como área de depósito de modelos robóticos ultrapassados.
Spooner vai até lá e encontra os NS-4 sendo destruídos pelos NS-5, que voltaram-se contra a humanidade, prendendo seus donos em suas casas, atacando e destruíndo todas as centrais de polícia, violentamente controlando multidões e exterminando outros robôs, que irão tentar salvar os humanos.
Spooner retorna ao centro da cidade, onde ele, Calvin e Sonny invadem a central da US Robotics, protegida por milhares de NS-5, para instalar os nano-robôs na central de comando de VIKI, uma Inteligência Artificial que comanda as instalações da US Robotics e corrompeu a programação dos NS-5 após chegar a uma conclusão de que ela está mais apta a comandar a Humanidade, e que o único jeito de salvar os seres humanos é oprimindo-os e instalando uma ditadura comandada por robôs.
Após uma grande batalha, Spooner consegue instalar os nano-robôs em VIKI, desativando-a e revertendo todos os NS-5 ao seu estado normal. Eles são recolhidos e serão enviados de volta para a manutenção, para que a programação instalada por VIKI para poder controlá-los seja reparada. Spooner também descobre que Lanning programou Sonny para poder violar as Leis da Robótica e matá-lo, atraindo Spooner para o caso e providenciando-lhe as pistas necessárias para descobrir a conspiração através de uma projeção holográfica. Spooner promete não entregar Sonny e, com Robertson morto pelas ordens de VIKI, Sonny recebe permissão de juntar-se a seus irmãos no Lago Michigan, onde ele é eleito por eles como líder.

## Elenco
- Will Smith .... Detetive Del Spooner
- Bridget Moynahan .... Dra. Susan Calvin
- Bruce Greenwood .... Lawrence Robertson
- James Cromwell .... Dr. Alfred Lanning
- Shia LaBeouf .... Farber
- Alan Tudyk .... Sonny (voz)
- Chi McBride .... Tenente John Bergin
- Fiona Hogan .... V.I.K.I. (voz)

## Desenvolvimento
O filme I, Robot originalmente não tinha ligações com Série Robôs de Isaac Asimov. Tudo começou com um roteiro original escrito em 1995 por Jeff Vintar, intitulado Hardwired. O script era sobre um misterioso assassinato inspirado nas histórias de Agatha Christie que se focava inteiramente na cena de um crime, com um personagem humano solitário, o agente do FBI Del Spooner, que investiga o assassinato de um cientista recluso chamado Dr Hogenmiller, e interrogar um elenco de de máquinas suspeitas que incluem Sonny, o robô, HECTOR o supercomputador com um smiley, o holograma de Dr Hogenmiller, além de vários outros exemplos de inteligência artificial.
O projeto foi adquirido pela primeira vez pela Walt Disney Pictures para Bryan Singer dirigir. Vários anos mais tarde, a 20th Century Fox adquiriu os direitos, e escalou Alex Proyas como diretor. Jeff Vintar foi trazido de volta ao projeto. Quando o estúdio decidiu usar o nome de "I, Robot", ele incorporou as Três Leis da Robótica, e substituiu seu personagem principal feminino pela Dra. Susan Calvin, um dos poucos personagens recorrentes da série de Asimov. O livro I, Robot de Isaac Asimov é uma coletânea de contos; mas o novo roteiro incorporou muitos elementos de outra história da série, The Caves of Steel, um mistério de assassinato envolvendo um robô e um policial. Akiva Goldsman foi contratado no final do processo para reescrever o roteiro para Will Smith.

## Recepção
Com um índice de aprovação de 58% em base de 194 críticas, o Rotten Tomatoes chegou ao consenso: "Tendo apenas a menor semelhança com contos de Isaac Asimov, I, Robot é um blockbuster de verão que consegue fazer o público pensar, mesmo que apenas por um pouco".

## Principais prêmios e indicações
Oscar
- Recebeu uma indicação, na categoria de Melhores Efeitos Visuais.